# Viverols
Viverols est une commune française, située dans le département du Puy-de-Dôme en région Auvergne-Rhône-Alpes.

## Géographie

### Communes limitrophes
- À 3 km : Églisolles, 7 km : Sauvessanges, 15 km : Craponne-sur-Arzon (43), 7 km : Saillant, 15 km : Saint-Anthème, 25 km : Ambert.

### Lieux-dits et écarts
- Bouteyras, le Chambon, Coussanges, Coussangettes, l'Enclove, Étruchat, la Gaillarderie, la Goutte du Pont, les Gouttes, Gorce, Graterelles, la Grolière, les Maisons Neuves, les Mas, le Moulinet, le Moulin des Comtes, Plagnols, le Pont d'Ance, Pupanin Bas, Pupanin Haut, les Sagnettes, Tigolet, la Tuilerie, le Vernet (à cheval sur la commune d'Églisolles).

### Climat
Pour des articles plus généraux, voir Climat d'Auvergne-Rhône-Alpes et Climat du Puy-de-Dôme.
En 2010, le climat de la commune est de type climat des marges montargnardes, selon une étude du Centre national de la recherche scientifique s'appuyant sur une série de données couvrant la période 1971-2000. En 2020, Météo-France publie une typologie des climats de la France métropolitaine dans laquelle la commune est exposée à un climat de montagne ou de marges de montagne et est dans la région climatique  Nord-est du Massif Central, caractérisée par une pluviométrie annuelle de 800 à 1 200 mm, bien répartie dans l’année. 
Pour la période 1971-2000, la température annuelle moyenne est de 8,6 °C, avec une amplitude thermique annuelle de 16,2 °C. Le cumul annuel moyen de précipitations est de 838 mm, avec 9 jours de précipitations en janvier et 7,4 jours en juillet. Pour la période 1991-2020, la température moyenne annuelle observée sur la station météorologique de Météo-France la plus proche, « Saint-Anthème », sur la commune de Saint-Anthème à 11 km à vol d'oiseau, est de 6,9 °C et le cumul annuel moyen de précipitations est de 1 346,5 mm,. Pour l'avenir, les paramètres climatiques de la commune estimés pour 2050 selon différents scénarios d'émission de gaz à effet de serre sont consultables sur un site dédié publié par Météo-France en novembre 2022.

## Urbanisme

### Typologie
Au 1er janvier 2024, Viverols est catégorisée commune rurale à habitat très dispersé, selon la nouvelle grille communale de densité à sept niveaux définie par l'Insee en 2022.
Elle est située hors unité urbaine et hors attraction des villes,.

### Occupation des sols
L'occupation des sols de la commune, telle qu'elle ressort de la base de données européenne d’occupation biophysique des sols Corine Land Cover (CLC), est marquée par l'importance des forêts et milieux semi-naturels (54,5 % en 2018), une proportion sensiblement équivalente à celle de 1990 (54,6 %). La répartition détaillée en 2018 est la suivante : forêts (54,5 %), zones agricoles hétérogènes (25,3 %), prairies (17,3 %), zones urbanisées (2,9 %). L'évolution de l’occupation des sols de la commune et de ses infrastructures peut être observée sur les différentes représentations cartographiques du territoire : la carte de Cassini (XVIIIe siècle), la carte d'état-major (1820-1866) et les cartes ou photos aériennes de l'IGN pour la période actuelle (1950 à aujourd'hui).

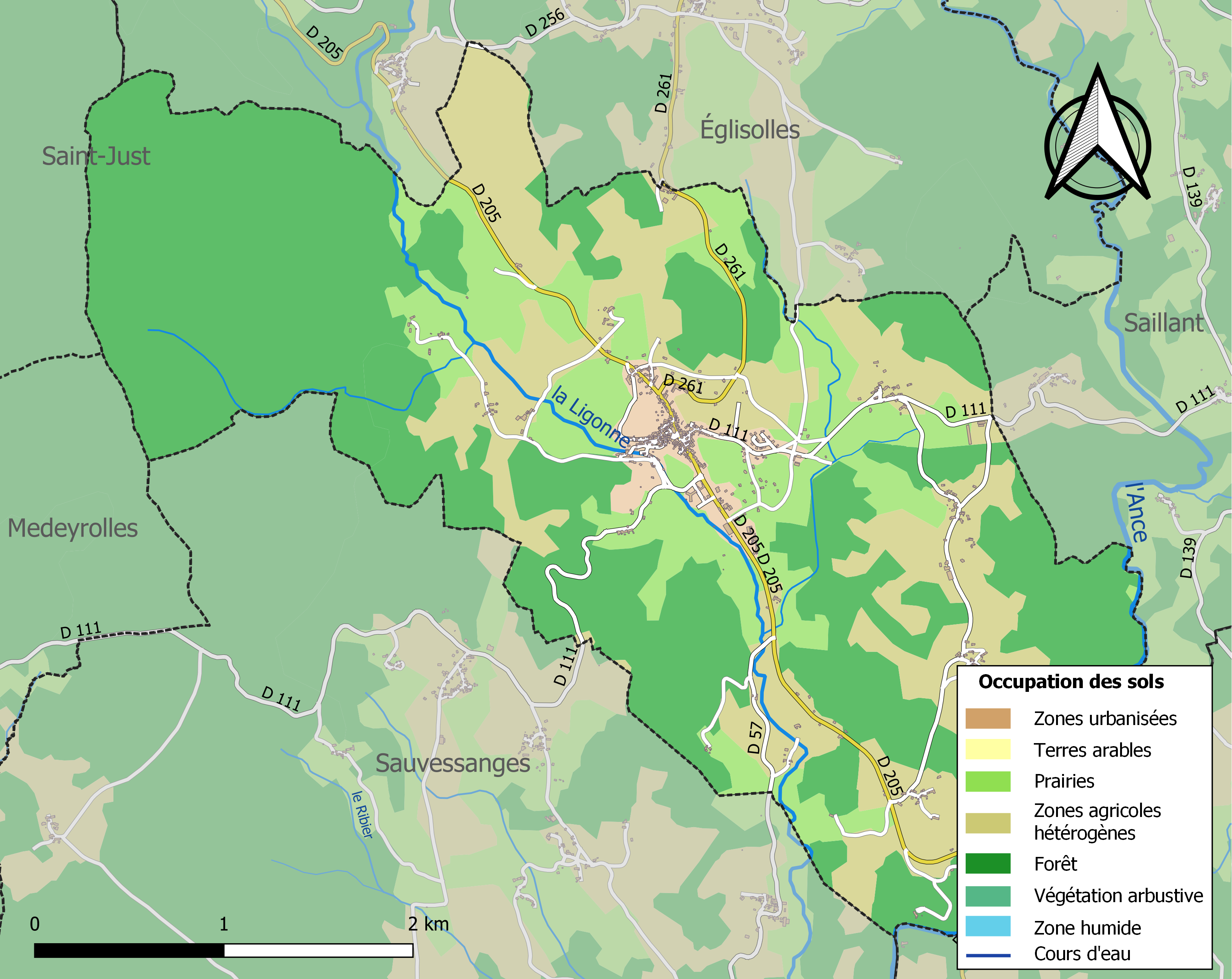
Carte des infrastructures et de l'occupation des sols de la commune en 2018 (CLC).

## Toponymie
Vairòus en occitan.

## Histoire

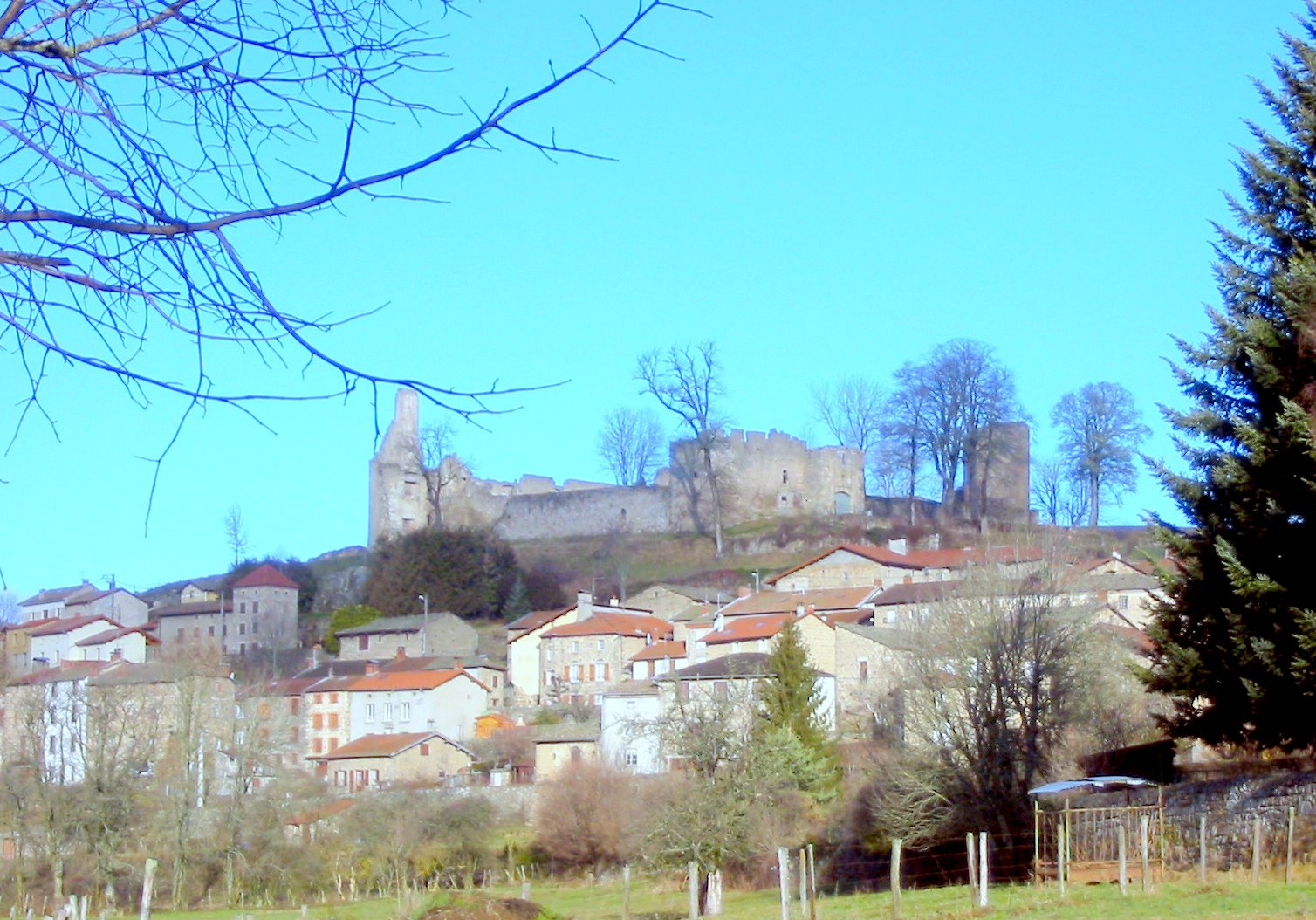
Viverols côté sud.

La terre de Viverols, qui était une des quatre châtellenies du Livradois, avait pour vassaux : le Grand Prieur d’Auvergne, les seigneurs de Montravel, de Vertamy, de Fraissonnet, de Croz, de Montcelard, du Cluzet et du Chassaing.
Au XIe siècle, Viverols appartenait aux De Baffie, vieille famille d’Auvergne, probablement originaire du Velay. Marcellin Boudet faisait descendre cette famille des Semur en Brionnais. Dalmas de Baffie possédait cette seigneurie en 1070.

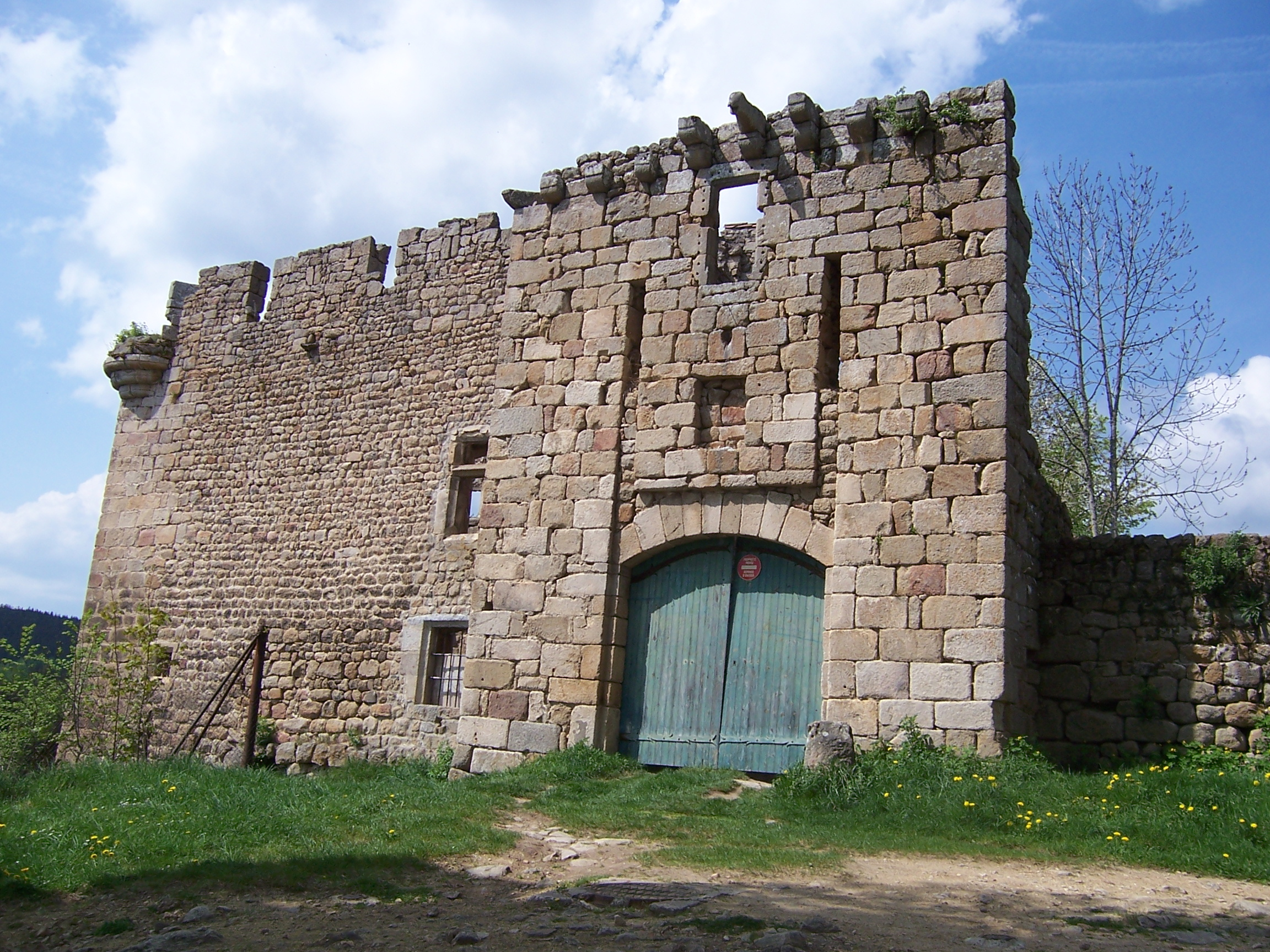
Entrée du château.

Éléonore de Baffie (1244-1285 ou après), dame du Livradois et d'Ambert, Riols et Marsac, Usson, Beauzac…, fille de Guillaume II le Vieux sire de Baffie et d’Eléonore du Forez, resta seule héritière de cette puissante maison à la mort de son frère Guillaume III de Baffie (vers 1273 ?) et de leur sœur Béatrix († 1249 ou avant). L’abbé Louis-Jean-Joseph Grivel (1800-v. 1862), dans ses Chroniques du Livradois, nous parle longuement de cette aimable personne et nous la présente comme une sainte. Éléonore épousa Robert V, comte d’Auvergne. Elle eut beaucoup à souffrir du caractère inégal de son mari, celui-ci fut excommunié pour avoir fait emprisonner Imbert de La Tour, chanoine de Paris.
À la mort d’Éléonore (1285), la terre de Viverols entra dans le domaine des comtes d’Auvergne et y resta un siècle. Jean II, comte d’Auvergne au XIVe siècle vendit Viverols à Morinot de Tourzel, seigneur d’Allègre, chambellan du roi. 
- Morinot eut pour fils Yves Ier et pour petit-fils Jacques d’Alègre (cf. l'article Yves > Famille d'Alègre).
- Yves II, fils de Jacques, qui fut lieutenant-général des armées de Charles VIII et de Louis XII, mourut glorieusement à Ravenne en 1512 ; il était seigneur de Viverols en 1510.
- Le troisième fils d’Yves II, Christophe, qui épousa en 1530 Madeleine Le Loup de Beauvoir, devint ensuite possesseur de Viverols. Il eut pour fils Gaspard, chevalier de l’Ordre du roi, marié à Charlotte de Beaucaire, la sœur de Marie.

La terre de Viverols resta dans la maison de Tourzel d'Alègre jusqu’au XVIIe siècle. En 1665, Claude d'Alègre, marquis de Beauvoir, fit un échange avec François d’Aurelle, marquis de Colombine. Claude prit la moitié du domaine du Crest et François d’Aurelle devint seigneur de Viverols. Jeanne-Henriette d’Aurelle, héritière de cette maison, épousa au début du XVIIIe siècle Joseph de Montagut, comte de Bouzols, inspecteur général de la cavalerie.

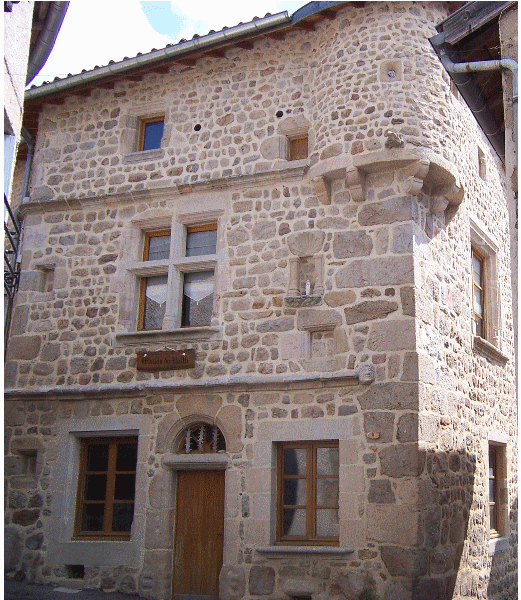
Centre du village.

Les Montagut (d'origine vivaraise, à Saint-Marcel) gardèrent leur terre jusqu’à la Révolution. Cette famille possédait le beau château de Bouzols dans la vallée de la Loire, à quelques kilomètres du Puy, et les châteaux de Plauzat et de Montravel en Auvergne, aussi d'Alba en Vivarais. Les Montagut séjournaient peu à Viverols, ils habitaient surtout à Plauzat, cependant ils ne délaissèrent pas tout à fait leur vieux manoir du Livradois, puisqu’ils y firent d’importantes réparations en 1740.
Vers le milieu du XVIIIe siècle, la famille de Montagut s’allia par mariage à la famille de La Salle ; de cette union naquit Joachim de Montagut, dernier seigneur de Viverols. En 1783, il épousa Anne-Pauline de Noailles, fille du duc d’Ayen et arrière-petite-fille, par sa mère, du chancelier d’Aguesseau.
Il ne reste plus du château de Viverols que des ruines, mais ces ruines ont encore belle allure et donnent à ce petit coin d’Auvergne beaucoup de caractère. L’emplacement de cette forteresse avait été judicieusement choisi. La butte de Viverols se trouve en effet placée à un point stratégique important au débouché de la vallée de l’Ance, à proximité de la route allant d’Ambert à Craponne-sur-Arzon et à Usson-en-Forez.
Il est difficile de préciser la date à laquelle on commença à construire le château. Il est probable qu’avant l’édification de la forteresse, dont on voit aujourd’hui les ruines, il y eut au sommet de la colline une tour à motte comme il en existait aux Xe et XIe siècles. D’après certains renseignements, dont on ne peut garantir l’authenticité, une première forteresse aurait été élevée au XIe siècle par un certain Jacob de Viverols. Elle aurait été détruite sur ordre de Louis VII au XIIe siècle par le baron d’Urfé, puis reconstruite au XIIIe siècle par les Baffie.
Le plan général du château est pentagonal. De profonds fossés entouraient jadis les bâtiments seigneuriaux, les écuries, les communs ; ces fossés sont malheureusement comblés. Au sud et à l’ouest, la forteresse profitait d’une défense naturelle, la colline est de ce côté-là très abrupte et il est difficile de l’aborder. Au contraire, à l’est et au nord, le terrain s’en va en pente douce et l’accès au château est aisé, aussi de ce côté-là éleva-t-on de fortes murailles flanquées de trois tours rondes.
La chapelle du château se trouvait sur le prolongement des bâtiments seigneuriaux, elle était dédiée à sainte Anne. C’était une petite construction de forme carrée, elle a entièrement disparu, c’est à peine si l’on en aperçoit les fondations.
Au sud, deux terre-pleins, disposés en gradins, marquent les emplacements des enceintes primitives, une curieuse poterne malheureusement obstruée permettait de passer de l’enceinte supérieure dans celle inférieure. On appelle cet endroit les Murettes.

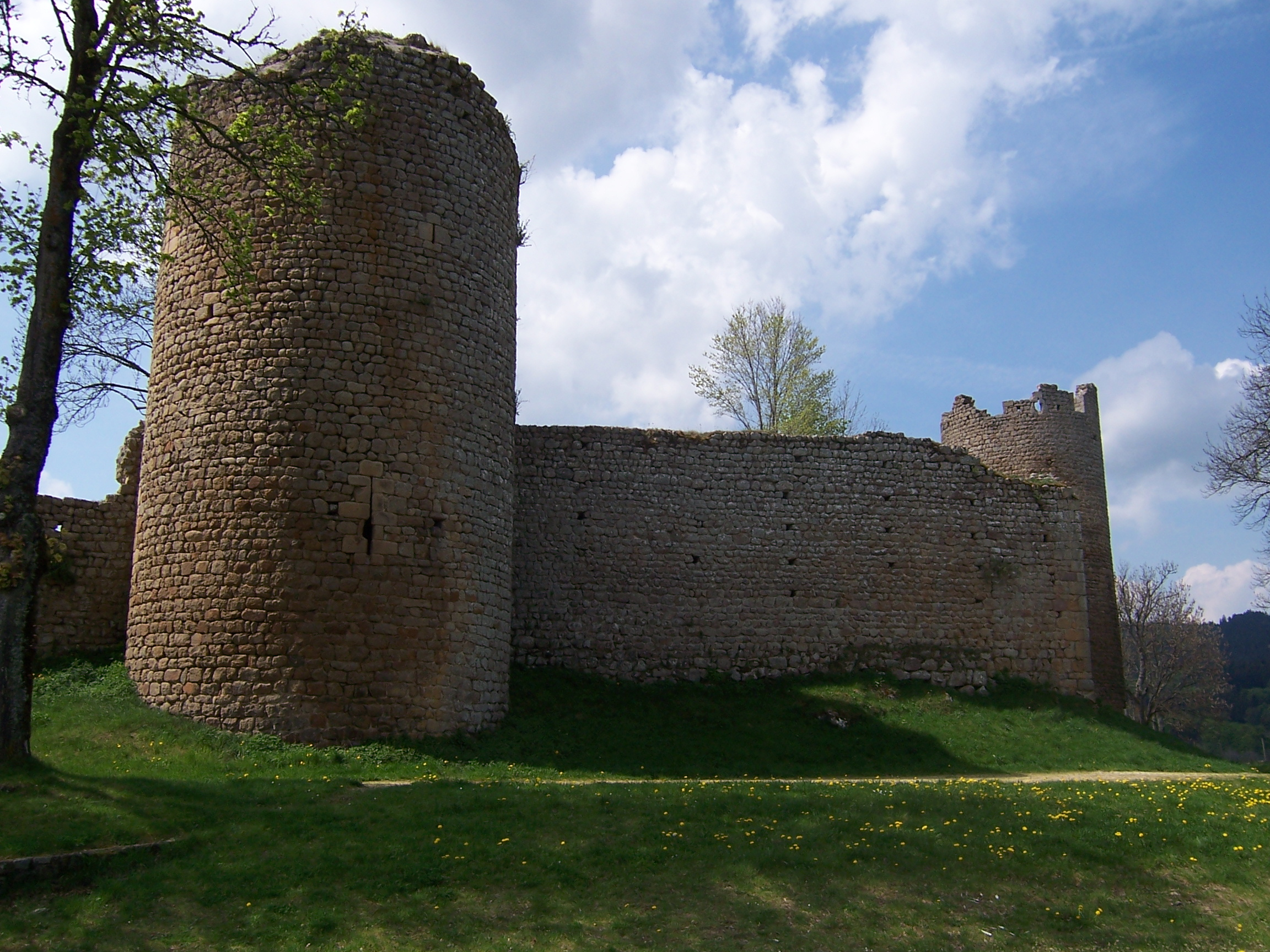
Les tours du château.

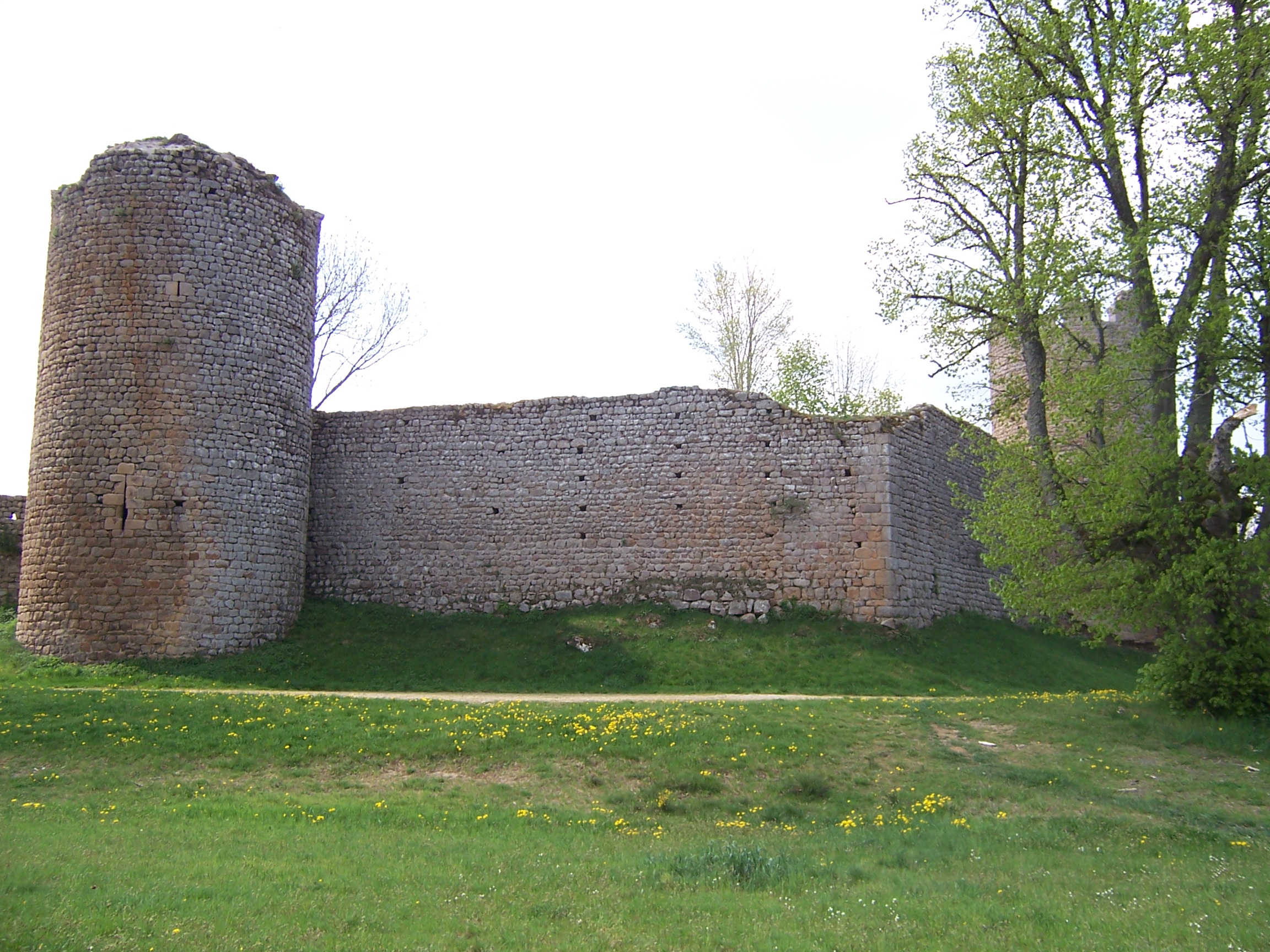
Les tours du château.

Les tours sont du XIIIe siècle. Celle qui fait face au nord-est a perdu son couronnement, elle peut avoir encore 10 ou 12 mètres de haut, les murs qui ont deux mètres d’épaisseur sont construits en appareil irrégulier. On pénètre à l’intérieur par une petite porte basse dont le tympan semi-circulaire repose sur deux consoles moulurées. Au rez-de-chaussée se trouve une salle voûtée en coupole, une ouverture pratiquée dans le sol, donne accès à une salle souterraine. Naturellement on « décore » ce réduit du nom d’« oubliettes », il s’agit en réalité d’une réserve à vivres…
La tour suivante qui fait face au nord présente un dispositif analogue à celui de la tour nord-est, même porte basse, même salle voûtée, même réduit souterrain. Un étroit escalier permet d’arriver au sommet. Cette tour fait une quinzaine de mètres de hauteur. On remarque, percées dans l’épaisseur du mur, de belles archères et près du sommet, les trous carrés marquant l’emplacement des hourds.
Il ne reste plus rien de ces merveilles, les bâtiments seigneuriaux sont en ruines à présent. La partie du château la moins en ruine se trouve à l’ouest. Il existe encore un bâtiment de 35 mètres de long et de 6 à 8 mètres de large dans lequel on remarque cinq salles voûtées, ces salles sont en bon état mais elles n’ont aucune décoration. C’est là que logeait la garnison de la forteresse.
En face de cette construction, on peut voir un beau puits du XVIe siècle, il était jadis profond, mais les gamins du village à force d’y lancer des pierres l’ont peu à peu comblé. Ce puits est orné de blasons, on distingue celui des Tourzel et de Le Loup.
La troisième tour, celle du nord-ouest, est démolie, elle renfermait des salles voûtées et un escalier à vis. La porte d’entrée du château fait face à l’est, elle était défendue par une herse. On voit encore les rainures des chaînes du pont-levis, et au sommet, des restes de mâchicoulis et une sorte de gargouille représentant un animal. À gauche se trouve le bâtiment du corps de garde qui est fort délabré, à l’angle sud, il y avait une élégante échauguette, il en subsiste une partie. L’ensemble de cette partie ne paraît pas antérieur au XVe siècle.
La porte une fois franchie, on pénètre dans la cour, celle-ci est divisée en deux par un édifice de plan polygonal datant de la fin du XVe siècle, c’est là qu’étaient les écuries ; quarante chevaux pouvaient sans peine y être logés. Autrefois ce bâtiment n’était pas isolé, il était rattaché aux constructions du sud et un passage voûté donnait accès à la seconde cour. On voit encore très distinctement l’amorce de la voûte et le pavement du passage.
La « Maison du Maître » était au sud, défendue extérieurement par une tour semi-cylindrique qui subsiste. Cette partie du château fut remaniée aux XVe et XVIe siècles, les fenêtres étroites furent remplacées par de jolies ouvertures Renaissance à meneaux, les salles furent décorées avec goût. Il existait, paraît-il, à Viverols de forts beaux plafonds à caissons dorés qui faisaient l’admiration des visiteurs.

## Politique et administration
| Période                                  | Période                         | Identité            | Étiquette | Qualité  |
| ---------------------------------------- | ------------------------------- | ------------------- | --------- | -------- |
| Les données manquantes sont à compléter. |                                 |                     |           |          |
| 2001                                     | 2008                            | Vincent Paccalin    | RPR       | -        |
| 2008                                     | 2014                            | Johannes Chabrier   | DVD       | -        |
| 2014                                     | 2020                            | Christian Alexandre |           |          |
| 2020                                     | En cours (au 20 septembre 2020) | Marc Joubert        |           | Retraité |

## Population et société

### Démographie
L'évolution du nombre d'habitants est connue à travers les recensements de la population effectués dans la commune depuis 1793. Pour les communes de moins de 10 000 habitants, une enquête de recensement portant sur toute la population est réalisée tous les cinq ans, les populations de référence des années intermédiaires étant quant à elles estimées par interpolation ou extrapolation. Pour la commune, le premier recensement exhaustif entrant dans le cadre du nouveau dispositif a été réalisé en 2006.

En 2022, la commune comptait 443 habitants, en évolution de +8,05 % par rapport à 2016 (Puy-de-Dôme : +2,1 %, France hors Mayotte : +2,11 %).
| 1793  | 1800  | 1806  | 1821  | 1831  | 1836  | 1841  | 1846  | 1851  |
| ----- | ----- | ----- | ----- | ----- | ----- | ----- | ----- | ----- |
| 1 084 | 1 272 | 1 114 | 1 261 | 1 325 | 1 397 | 1 251 | 1 404 | 1 288 |

| 1856  | 1861  | 1866  | 1872  | 1876  | 1881  | 1886  | 1891  | 1896 |
| ----- | ----- | ----- | ----- | ----- | ----- | ----- | ----- | ---- |
| 1 290 | 1 185 | 1 181 | 1 095 | 1 066 | 1 089 | 1 065 | 1 011 | 990  |

| 1901  | 1906 | 1911 | 1921 | 1926 | 1931 | 1936 | 1946 | 1954 |
| ----- | ---- | ---- | ---- | ---- | ---- | ---- | ---- | ---- |
| 1 003 | 994  | 953  | 815  | 767  | 703  | 724  | 709  | 602  |

| 1962 | 1968 | 1975 | 1982 | 1990 | 1999 | 2006 | 2011 | 2016 |
| ---- | ---- | ---- | ---- | ---- | ---- | ---- | ---- | ---- |
| 564  | 539  | 462  | 544  | 437  | 390  | 390  | 411  | 410  |

| 2021 | 2022 | - | - | - | - | - | - | - |
| ---- | ---- | - | - | - | - | - | - | - |
| 430  | 443  | - | - | - | - | - | - | - |

## Culture locale et patrimoine

### Lieux et monuments

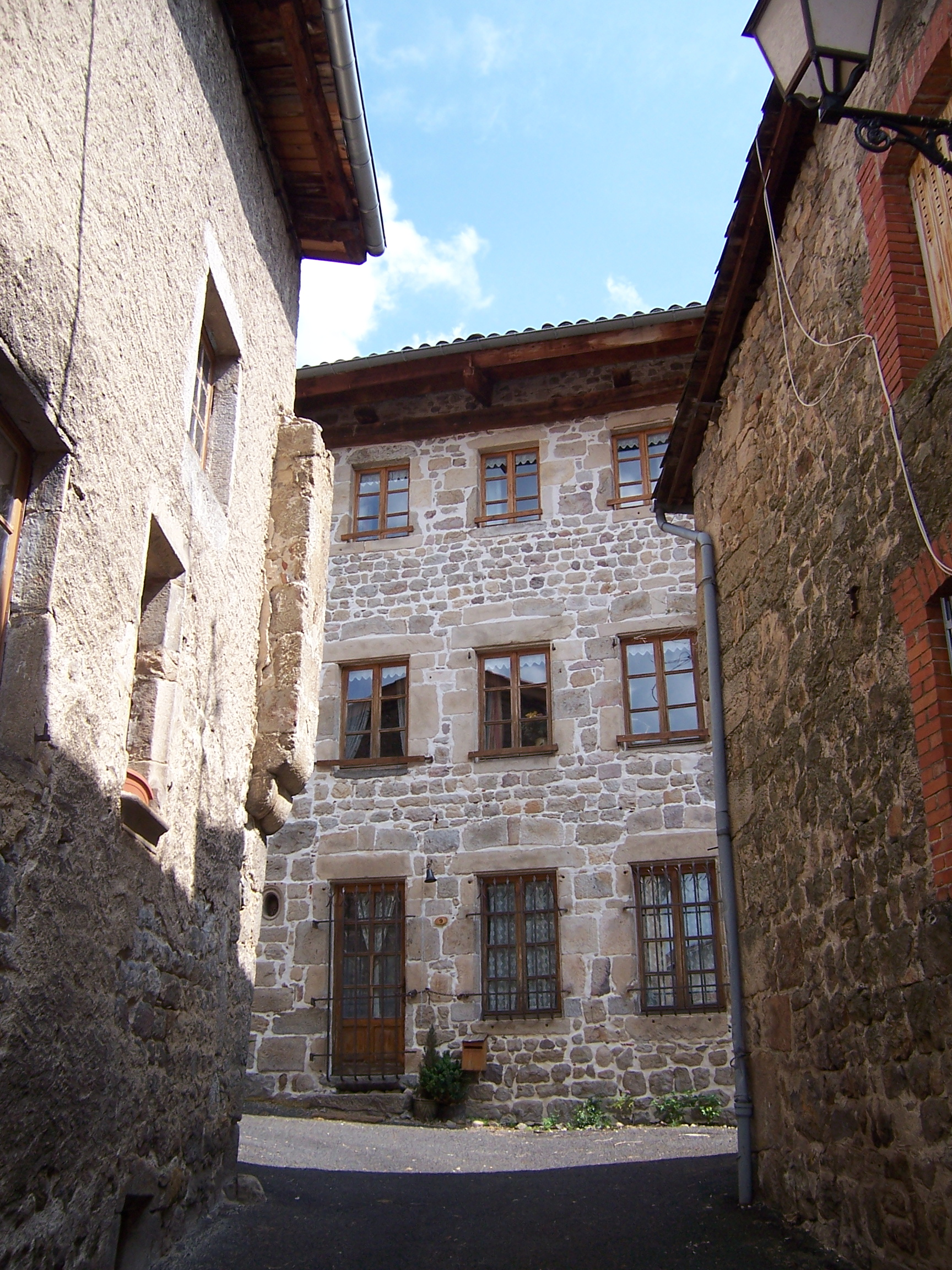
Les ruelles.

- Le château fort de Viverols dans le village.
- le Mausolée Granet sur la route d'Eglisolles, derrière le cimetière.
- La Maison du Bailli, avec ses ruelles et la venelle des chèvres.

### Manifestations culturelles et festivités
- 18 juin 2016 : Fête de la musique
- 13 ou 14 juillet : Feu d'artifice sur la place du village
- 16 juillet 2016 : Brocante
- 31 juillet 2016 : Fête des vieux métiers
- Premier week-end d'août : Fête patronale
- 21 août 2016 : Course de côte
- En décembre/ début janvier : La ronde des crèches lancée en 2008 par l'initiative conjointe de Madeleine Salanon, Raymonde Faveyrial et Marie Viallard. Il s'agit d'une exposition d'environ 200 crèches (en paille, en bois, en métal, en osier, en papier ou en dentelle), fabriquées par les habitants, commerçants et artisans de Viverols[19].

### Patrimoine naturel
- La commune de Viverols est adhérente du parc naturel régional Livradois-Forez.

### Faits divers
Dans la nuit du 24 au 25 décembre 2017, le petit Jésus de la crèche principale de la ronde des crèches est remplacé par une endive accompagné d'un message politique. La mauvaise blague est largement reprise par les médias régionaux et nationaux,.